# Veliki medved (ozvezdje)
Veliki medved (latinsko Ursa Major) je ozvezdje severne nebesne poloble in eno od 88 sodobnih ozvezdij, ki jih je priznala Mednarodna astronomska zveza. Bilo je tudi eno od Ptolemejevih 48 ozvezdij. Je cirkumpolarno ozvezdje, kar pomeni, da je vidno skozi vse leto, toda le nad večino Evrope in deloma Severne Afrike. V jeseni je nad severnim obzorjem, pozimi na severovzhodnem nebu, spomladi je v nadglavišču, poleti pa zahodno od Severnice.
Veliki voz leži v ozvezdju Velikega medveda. Vzorec, ki je sestavljen iz sedmih svetlih zvezd, je podoben vozu.  Med temi sedmimi je šest vročih, belih zvezd, ena dvojna (α Ursae Majoris ali Dubhe) pa je oranžna, kar lahko vidimo s prostim očesom. Ko teh 7 zvezd povežemo še z ostalimi iz istega ozvezdja, ki so nekoliko manj svetle, dobimo obris medveda.
Veliki voz je skupaj z Malim vozom pomemben za iskanje zvezde Severnice, ki na severni nebesni polobli določa trenutno približno smer severa. Severnica leži v smeri zveznice med β in α Ursae Majoris (ki določa zadnjo stranico Velikega voza) in jo najdemo, če zveznico podaljšamo v tej smeri za pet njenih dolžin. Ime ozvezdja je povezano z legendami o Kalistu in Kinosuri.